# Schloßberg (Autriche)
Schloßberg est une ancienne commune autrichienne du district de Leibnitz en Styrie. Le 1er janvier 2015, les communes d'Eichberg-Trautenburg, Glanz an der Weinstraße, Leutschach et Schloßberg fusionnent pour former la commune de Leutschach an der Weinstraße.